# 皖南医学院弋矶山医院
皖南医学院弋矶山医院为位于中国安徽省芜湖市镜湖区赭山西路2号、弋矶山风景区内的一座三级甲等医院，亦为皖南医学院的直属附属医院，由美国基督教美以美会传教士、医生师图尔创办于清光绪十四年（1888年），最初称为芜湖医院，因所在地又名弋矶山医院，为安徽省内最早的教会医院和现代西医院，1951年8月后改为公立。该院现建筑面积17万平方米，开放床位2100张，职工2100余人。
该院建筑依山临江而建，现存建院初期的建筑三栋，均为砖木结构，其中病房大楼建于1927年至1937年，前四层后六层，正立面为三段式构图，中部采用多立克柱式支撑的西式门廊。专家楼和院长楼建于二十世纪初，其中专家楼为二层，现为病案管理科，院长楼为三层，现为公务用房。